# PA-235
A  PA-235 é uma rodovia brasileira do estado do Pará. Essa estrada intercepta as rodovias PA-327 e PA-463 em sua extremidade leste, e a BR-158 na altura do distrito Casa de Tábua no município de Santa Maria das Barreiras.
Está localizada na região sudeste do estado, atendendo aos municípios de Santa Maria das Barreiras, Santana do Araguaia e Cumaru do Norte. 